# تریوم‌ویرات اول

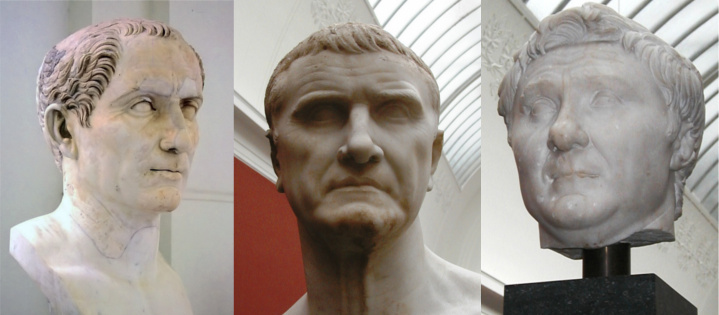
اعضای تریوم ویراتوی اول (از چپ): سزار، کراسوس، و پومپیئوس کبیر

تریوم ویرات اول (به لاتین: Primus Triumviratus) یا حکومت سه نفرهٔ اول نامی است که از ۶۰ تا ۵۳ق. م به اتحاد غیررسمی میان سه سیاستمدار قدرتمند اواخر دوران جمهوری روم، گایوس ژولیوس سزار، گنایوس پومپیئوس مانیوس، و مارکوس لیسینیوس کراسوس گفته می‌شود.
قانون اساسی روم مجموعه ای از موانعی پیچیده پیش‌بینی کرده بود که یک شخص نتواند بر دیگران تفوق سیاسی یابد و پادشاهی تأسیس کند. با هدف دور زدن این موانع قانونی، سزار، پومپیئوس و کراسوس اتحادی مخفی با یکدیگر منعقد نمودند که به موجب آن به یکدیگر وعده دادند توان و نفوذ خود را به سود دیگری به کار ببرند. بر طبق آنچه آدریان گولدسورثی∗گفته، این اتحاد غیررسمی «در باطن خود اتحادی میان سه شخص با آرمان‌ها و جاه طلبی‌های سیاسی یکسان نبوده» بلکه آن اشخاص «در پی سودجویی و امتیازات شخصی خود بودند». ژولیوس سزار همچون شوهرعمه خود، گایوس ماریوس، پیرو جناح پوپولارها بود که از اصلاحات اجتماعی حمایت می‌کردند. افزون براین‌ها وی یک پونتیفکس ماکسیموس∗ ــ کشیش محوری در آیین روم باستان ــ بود و می‌توانست به طرز مؤثری در سیاست مداخله کند. پومپیئوس نیز بزرگترین ارتشتار زمان خود بود و نبردهایی در برابر سرتونی‌ها∗ (۷۲–۸۰ق. م)، مهرداد ششم (۶۳–۷۳ق. م)، و دزدان دریایی کیلیکیه∗ (۶۶ق. م) را پیروز شده بود. کراسوس نیز هرچند فاتح نبرد با اسپارتاکوس (۷۱–۷۳ق. م) بود اما بیشتر به سبب ثروت افسانه ای اش اشتهار داشت، ثروتی که به واسطه زمینخواری آن را تحصیل کرده بود. هم پومپیئوس و هم کراسوس شبکه حامیان گسترده‌ای برای خود داشتند. این اتحاد با ازدواج پومپیئوس با دختر سزار، جولیا∗، در ۵۹ق. م مستحکمتر شد.
به لطف این اتحاد، سزار فرماندهی عالی بر گل آلپ و ایلیریکوم را برای پنج سال در دست می‌گرفت، و بنابراین می‌توانست جنگ‌های گالی خود را آغاز کند. در سال ۵۶ق. م، تریوم‌ویرات در کنفرانس لوکا تجدید شد؛ کنفرانسی که در آن سه تریومویر موافقت کردند ایالات رومی را با یکدیگر به اشتراک بگذارند: سزار می‌توانست برای پنج سال دیگر گل آلپ را تحت فرمان داشته باشد، در حالیکه پومپیئوس ، هیسپانیا و کراسوس نیز سوریه را تصاحب می‌کردند. کراسوس بعدها همچنین جبهه ای علیه پارت‌ها گشود تا با فتوحات سزار در گل برابری کند، که البته با شکست مفتضحانه اش در نبرد حران و سربریده شدن خود در ۵۳ق. م به پایان رسید.
مرگ کراسوس به تریوم‌ویرات خاتمه داد، و سزار و پومپیئوس را مقابل یکدیگر قرار داد. در ۴۹ق. م وقتی تصرف گل تکمیل شد، سزار از پس فرستادن لژیون‌های خود طفره رفت و در عوض با گذر معروفش از رود روبیکن (ژانویه ۴۹ق. م) به شمال ایتالیا تجاوز نمود؛ متعاقب آن جنگ داخلی سزار آغاز شد که به پیروزی وی بر پومپیئوس در نبرد فارسال در ۴۸ق. م و قتل پومپیئوس توسط بطلمیوس سیزدهم انجامید.

## معاهدهٔ تریوم‌ویرات

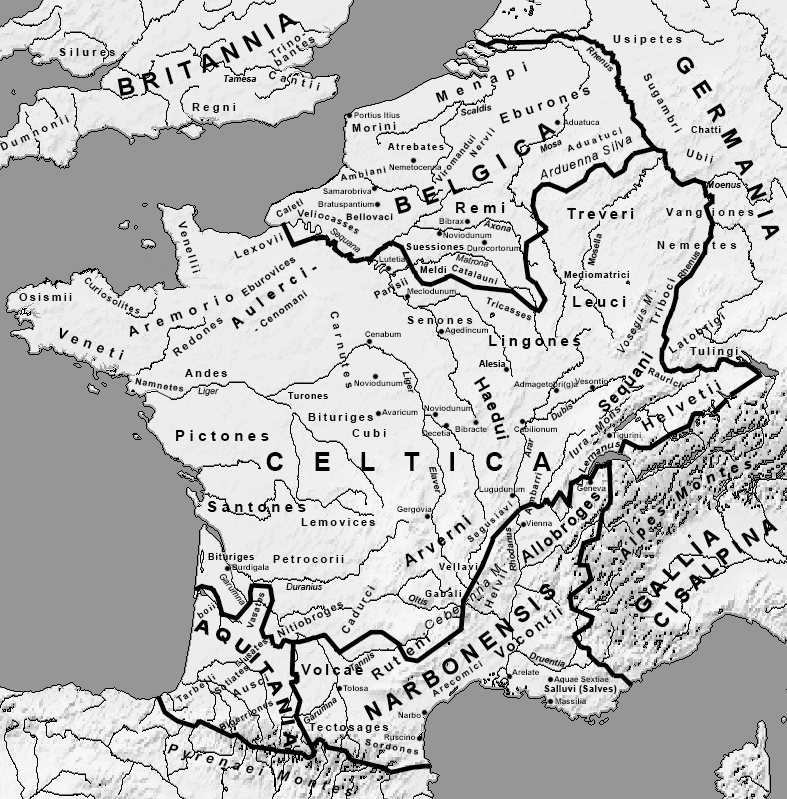
سرزمین گل روم (فرانسه) چنان‌که دیده می‌شود به پنج قسمت تقسیم می‌شد: گالیا سلتیکا، گالیا ناربونسیس، گالیا کیسالپینا، گالیا بلجیکا، و گالیا آکویتانیا. سزار ابتدا در 58 ق. م پروکنسول یا فرماندار گالیا ناربوننسیس و گالیا کیسالپینا شد و در طول جنگ‌های گالی سه استان گالیا بلجیکا، سلتیکا، و آکویتانیا را تحت نام گالیا کوماتا به جمهوری روم منضم ساخت، امری که رشک و حسد پومپیئوس را برانگیخت.

پلوتارک در مورد معاهدهٔ آنان در لوکا (۵۶ق. م) می‌گوید:
[سزار] با پومپیئوس و کراسوس معاهده ای با این مضامین منعقد کرد: آنان برای کنسولی نامزد می‌شدند، و سزار نیز با فرستادن شمار زیادی از سربازان برای رأی دادن، آنان را حمایت می‌کرد [تا به کنسولی انتخاب شوند]؛ وقتی هم انتخاب می‌شدند، ایالاتی (سوریه برای کراسوس و هیسپانیا برای پومپیئوس) و ارتش‌هایی دریافت کرده و در عوض باید برای سزار حکمِ فرمانداری بر ایالاتی که بر آنان حاکم بود (گل آلپ، گل ناربونی، و ایلیریکوم) را برای پنج سال دیگر (تا 50 ق. م) تمدید می‌کردند.— Plutarch، Parallel Lives, Pompey, 51
بدینگونه کراسوس و پومپیئوس برای پنج سال دیگر حکومت پروکنسولی سزار در گل را تمدید کرده و خود حکومت پروکنسولی بر هیسپانیا و سوریه را برای پنج سال به خود اختصاص می‌دادند.

## پایان تریوم‌ویرات

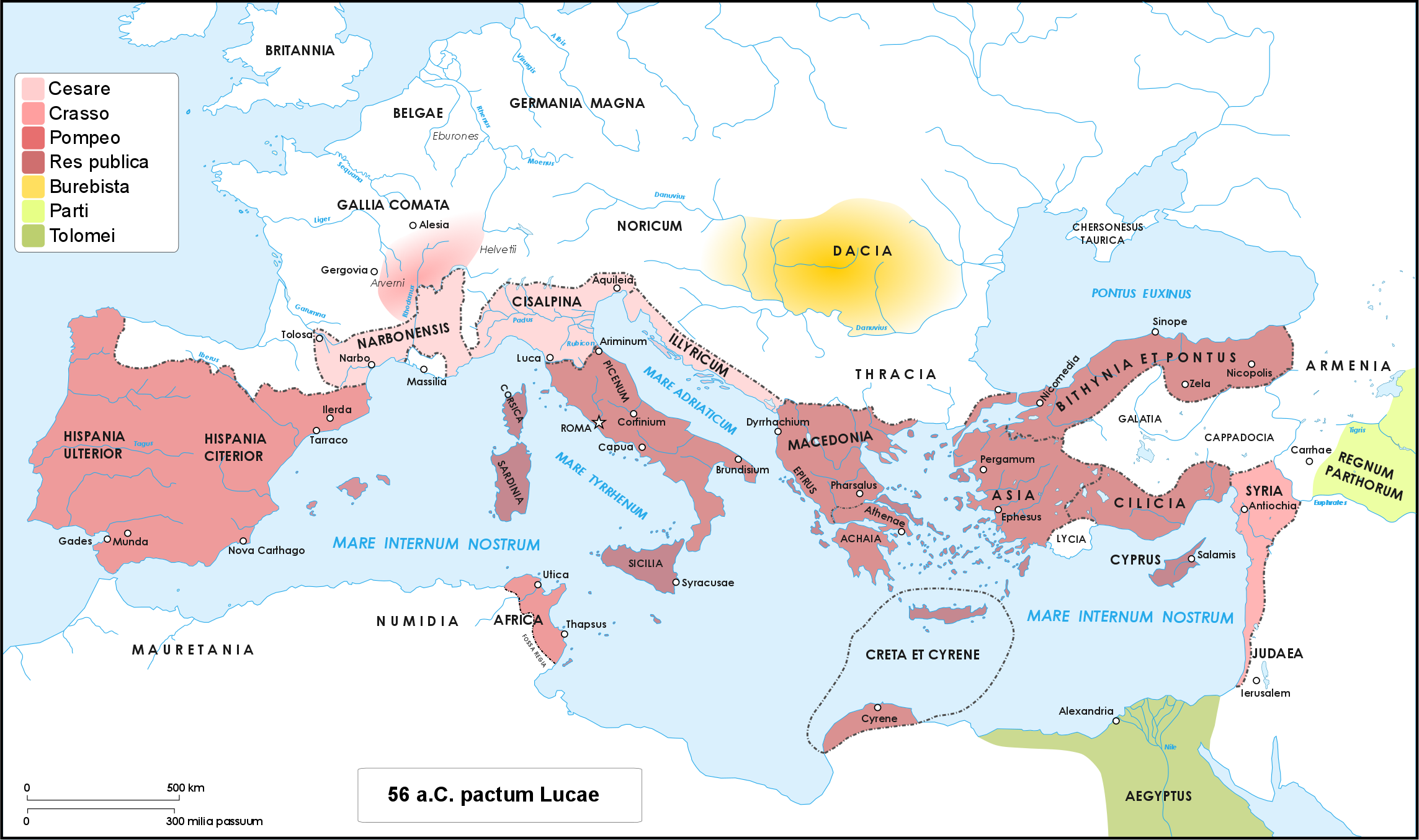
با معاهدهٔ لوکا در ۵۶ق. م، سه تریومویر قلمرو رومی را اینچنین میان خود تقسیم کردند: قلمرو صورتی کمرنگ متعلق به سزار (Cesare)، سوریه متعلق به کراسوس (Crasso)، هیسپانیا و بخشی از شمال تونس متعلق به پومپیئوس (Pompeo)، و باقی آن (بنفش) متعلق به سنای روم شد.

سزار و کراسوس با یکدیگر صمیمی بودند امّا پومپیئوس با کراسوس چنین نبود. پومپیئوس همچنین نسبت به فتوحات درخشان سزار در گل (فرانسه) حسادت روزافزون داشت؛ جایی که سزار آنجا را فتح، و تمامی قلمرو امروزی فرانسه و بخشی از شمال آفریقا را ضمیمهٔ روم کرده بود. در سپتامبر ۵۴ق. م، جولیا در حالی که در وضع زایمان یک دختر بود، درگذشت (همان نوزاد نیز چند روز بعد فوت شد).پلوتارک می‌نویسد که سزار احساس کرد این واقعه پایان رابطه صمیمی وی با پومپیئوس خواهد بود. چشم‌انداز جدایی میان سزار و پومپیئوس موجی از ناآرامی در روم پدیدآورد. نبرد کراسوس با پارتی‌ها نیز به افتضاح کشیده بود. مدت کوتاهی پس از فوت جولیا، کراسوس در نبرد حران کُشته می‌شود (مه ۵۳ق. م) و این واقعه به تریوم‌ویرات مُهر پایان می‌زند. پلوتارک بر این عقیده بود که هراس از کراسوس، سزار و پومپیئوس را واداشته بود با یکدیگر خوشرفتار باشند، و مرگ او سبب اختلاف و جدایی میان آن دو و شروع حوادثی شد که به جنگ داخلی سزار منتج شدند. فلوروس می‌نویسد که «اکنون قدرت سزار حسادت پومپیئوس را برانگیخته، در عین حال اشتهار پومپیئوس نیز مورد غضب سزار بود. پومپیئوس نمی‌توانست یک همتا و همتراز را تحمل کند، همان‌طور که سزار نیز نمی‌توانست یک مافوق را تحمل کند».
پومپیئوس در روم مانده بود ــ ایالات هیسپانیایی اش را بوسیلهٔ لگاتوس‌ها اداره می‌کرد ــ و کنترل تقریبی پایتخت را در دست داشت. به تدیج، وی از اتحاد با سزار دور شد، با دختر کوینتوس کایکیلیوس متلوس∗ ازدواج کرد که از اشرافیان و سرسخت‌ترین محافظه کاران سنا و دشمنان سزار بود. پومپیئوس در ۵۲ق. م بی آنکه همکار داشته باشد، به منصب کنسولی برگزیده شد و وارد مخالفت‌های سیاسی با سزار شد؛ کسی که به تازگی از روبیکن در شمال ایتالیا گذر کرده (ژانویه ۴۹ق. م) و جنگ داخلی سزار را آغازیده بود. پومپیئوس به عنوان فرمانده کل نیروهای سنا برگزیده شد امّا در نبرد فارسال از متحد سابقش شکست خورد، سپس به مصر گریخته ولی در آنجا توسط بطلمیوس سیزدهم سربریده شد و بدین ترتیب سزار تا ۱۵ مارس ۴۴ق. م به تنهایی دیکتاتور روم شد.

## یادداشت
^ . Adrian Keith Goldsworthy
^ . Puntifex Maximus
^ . Sertorian War
^ . Cilician Pirates
^ . Julia
^ . Quintus Caecilius Metellus (consul 206 BC)